# NGC 2819
NGC 2819 est une vaste galaxie elliptique relativement éloignée et située dans la constellation du Cancer. NGC 2819 a été découverte par l'astronome allemand Albert Marth en 1863.

## Caractéristiques
Sa vitesse par rapport au fond diffus cosmologique est de 9 295 ± 21 km/s, ce qui correspond à une distance de Hubble de 137,1 ± 9,6 Mpc (∼447 millions d'al).
À ce jour, une mesure non basée sur le décalage vers le rouge (redshift) donne une distance d'environ 138,000 Mpc (∼450 millions d'al). Cette valeur est à l'intérieur des valeurs de la distance de Hubble.
Selon la base de données Simbad, NGC 2819 est une galaxie LINER, c'est-à-dire une galaxie dont le noyau présente un spectre d'émission caractérisé par de larges raies d'atomes faiblement ionisés.